# Running Cool
Running Cool è un film statunitense del 1993, prodotto, scritto e diretto da Ferd e Beverly Sebastian.